# Repasaż
Repasaż − sposób przeprowadzania eliminacji do kolejnych faz zawodów sportowych stosowany m.in. w kolarstwie, szermierce, judo, taekwondo, karate, zapasach, kajakarstwie i wioślarstwie. Zakłada odbycie powtórnej walki (wyścigu) o awans do dalszych zawodów dla zawodników, którzy nie zakwalifikowali się bezpośrednio do dalszej części rywalizacji.